# Goneplax rhomboides
Goneplax rhomboides (Linnaeus, 1758) è un crostaceo decapode appartenente alla famiglia Goneplacidae.

## Distribuzione e habitat
Proviene dall'est dell'oceano Atlantico e dal Mar Mediterraneo; in particolare è diffuso sulle coste di Irlanda e Regno Unito, sulle coste della Francia e in Sudafrica. Nel Mediterraneo si può trovare soprattutto in Grecia e Israele, mentre è raro nell'Adriatico. 
Predilige i fondali ricchi di detriti, fangosi o sabbiosi, anche a profondità di 400 m, dove può scavare e nascondersi.

## Descrizione
Presenta un corpo di forma rettangolare; il carapace è liscio, rosato o giallastro, di solito pallido, non ricoperto di alghe e di piccole dimensioni, di solito 1,5 cm. Gli arti sono lunghi, spesso rosa e gialli, mentre le chele sono nere, allungate, appuntite e molto sottili. Una caratteristica particolare di questo granchio sono i peduncoli oculari molto più allungati di quelli di altre specie.

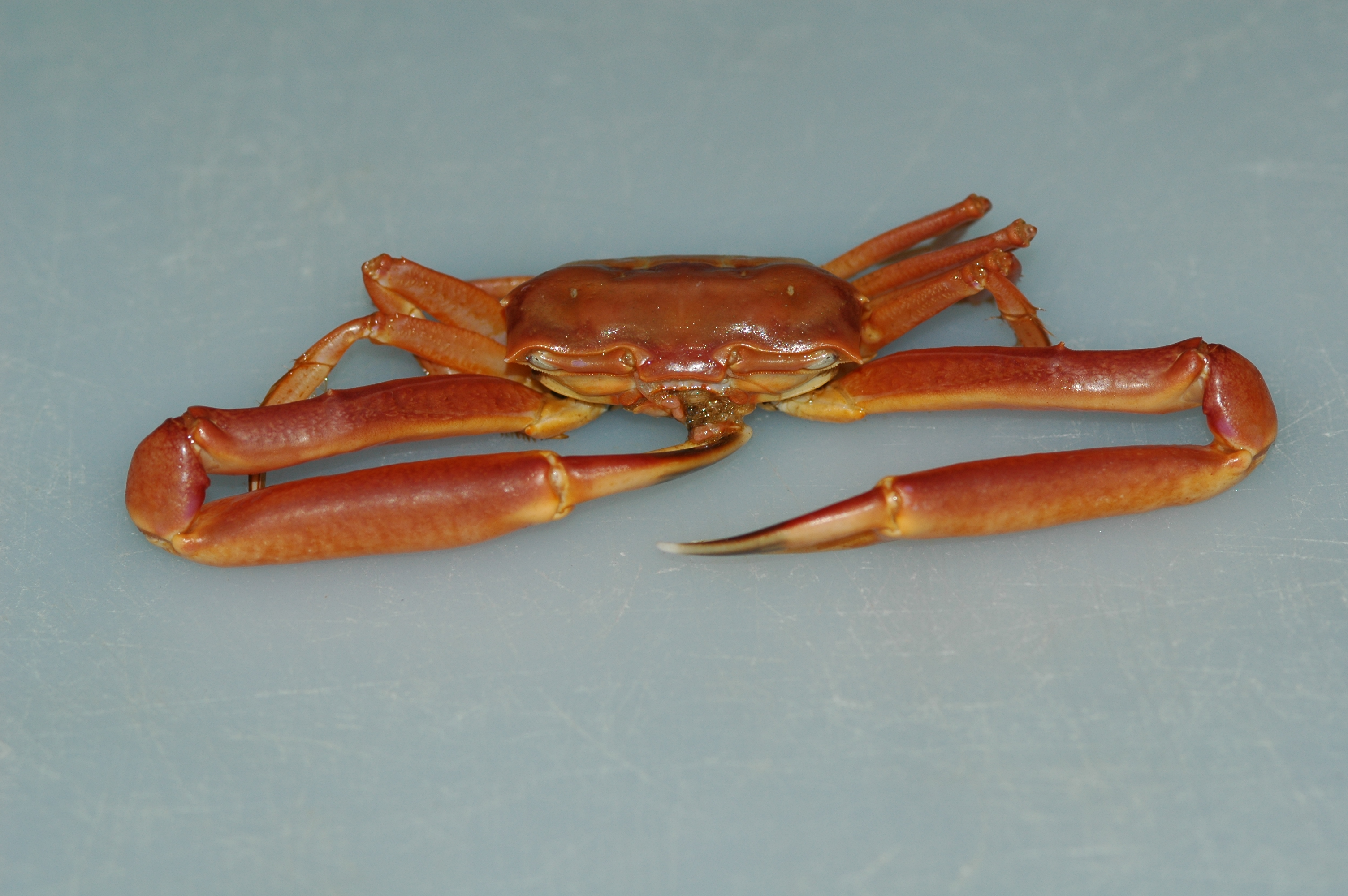